# Nome in codice: Alexa
Nome in Codice: Alexa (CIA Code Name: Alexa) è un film statunitense del 1992 diretto da Joseph Merhi. Il film ha avuto un seguito intitolato Nome in codice: Alexa 2 diretto e interpretato da Lorenzo Lamas.

## Trama
L'agente della CIA Mark Graver aiuta l'ex terrorista Alexa per prendere il microchip con le informazioni sulle armi nucleari in mano a Victor Mahler, il capo dell'organizzazione terroristica.